# 紐奧良級重巡洋艦
紐奧良級巡洋艦(New Orleans class cruiser)是美國海軍的條約型巡洋艦，原本叫阿斯托利亞級，在阿斯托利亞號被擊沈後改名。此級設計上進行了各種嘗試，因此各艦間差異比較大，有部份是原本波特蘭級訂單的船改建的。總計建造七艘，其中三艘（阿斯托利亞號，昆西號，文森尼斯號）在薩沃島海戰中被擊沈，另三艘（舊金山號，紐奧良號和明尼亞波利斯號）在南太平洋的戰役中遭受重創但修復，僅塔斯卡盧薩號因為大半在大西洋服役未受重創。戰後存活四艦很快就除役解體。

## 設計
紐奧良級是美國海軍巡洋艦實驗設計創新的平台，在此級別中有三種不同的設計。
設計1：紐奧良號、阿斯托利亞號、明尼亞波利斯號。
設計2：塔斯卡盧薩號、舊金山號。
設計3：昆西號、文森斯號。
最初設計1的三艘下訂單時原本為波特蘭級，之後改依據塔斯卡盧薩號的設計建造。
本級別的設計成為後續美國海軍巡洋艦的基準（布魯克林級輕巡洋艦、威奇托號重巡洋艦、克利夫蘭級輕巡洋艦和巴爾的摩級重巡洋艦）。當時美國仍須遵守《華盛頓海軍條約》中巡洋艦基準排水量不得超過1萬噸的限制，但因為美國海軍評估未來戰爭爆發、條約失效時，他們將需要新知識來建造尺寸更大、不受條約限制的巡洋艦。美國海軍得出的結論是，1萬噸等級的巡洋艦無法完全達成所賦予的任務。
1942年，本級的阿斯托利亞號、昆西號和文森斯號在薩沃島海戰中喪失。緊隨瓜達爾卡納爾島戰役之後，該級其餘船隻入廠大修，同時進行上層構造減重、加裝新的雷達以及更多的防空武器。改造後的船艦外觀明顯不同，尤其是在艦橋，並改稱為紐奧良級。其餘四艘在戰爭結束後不久退役，並於1959年至1961年間陸續除役報廢。

## 防護
紐奧良級是在《華盛頓海軍條約》限制下完成的最後一系列美國巡洋艦。隨著條約失效，威奇托號及之後的重巡洋艦基準排水量都超過1萬噸。
紐奧良級受益於體積較小的8英寸（203毫米）主砲與較短的船體，防禦能力與前級相比進一步提升，裝甲重量達到排水量的15%（彭薩科拉級為5.6%，北安普敦級和波特蘭級為6%）。保護重要部位的主裝甲帶厚度達到5英寸（130毫米）、甲板裝甲加強至2.25英寸（57毫米）。砲塔裝甲厚度為8英寸，側面為2.75英寸（70 毫米），頂部為1英寸（25 毫米）。舊金山號的砲塔環有6.5英寸（170毫米）的裝甲，其他同型艦的砲塔環裝甲為5英寸。
彈藥庫裝甲為4英寸（100毫米），並改配置在水線以下避免砲彈直擊。但代價是船體下方防禦較弱，彈藥庫更容易受到魚雷攻擊損壞（紐奧爾良號在塔薩法隆加海戰中學到了這一點）。此外，燃油庫空間也遭到削減，導致本級航程較短。

## 武裝
本級主要武裝為三座三聯裝8吋55倍徑艦砲，最大射程為31,860碼（29,130米），初速為每秒2,800英尺（853米/秒）。穿甲彈重260磅（118公斤），可以在19,500碼（17,830米）距離穿透5英寸的裝甲。
次要武器包括八門5英寸兩用砲，可用於打擊地面和空中目標，各輔以一門.50機槍。1941年12月美國參戰後，各艦加裝28毫米75倍徑高射機炮，厄利孔20毫米機炮取代.50機槍，並加裝火控雷達裝置。1942年末，雙連或四聯波佛斯40公釐高射砲取代了28毫米75倍徑高射機炮。
到1945年，為了進一步應對飛機的威脅，更多新武器和電子設備讓船隻重心過高，即使拆除許多非必要物品也無法改善。

## 評價
紐奧良級在演習中表現良好，沒有發現嚴重的缺陷。雖然實施了許多改裝以提高其性能，特別是防護，但並未超過《華盛頓海軍條約》的1萬噸限制。本級被認為是成功的艦級，但仍無法與一些外國同期重巡洋艦相比，因為後者通常排水量要大得多。

## 服役歷史
美國參戰後，紐奧良級的各艦都被分配到最緊迫的前線任務，參與了許多最艱困的作戰。阿斯托利亞號、昆西號和文森斯號在1942年8月8日至9日的薩沃島海戰中沉沒。舊金山號在瓜達爾卡納爾海戰、明尼亞波利斯號和紐奧良號在塔薩法隆加海戰都受到重創，但傑出的損害控管和嫻熟的操縱技術使她們存活到戰爭結束。
紐奧良級在參戰的第一年，七艘中就只剩下四艘。而她們是美國海軍使用最多、經歷最多艱苦戰鬥的軍艦級別之一。舊金山號獲得17顆戰鬥星章和總統單位表揚，紐奧良號獲得17顆戰鬥星章，明尼亞波利斯號也獲得17顆戰鬥星章。

## 同級艦
| 舷號  | 艦名           | 建造商         | 下水           | 服役          | 結局                            |
| ----- | -------------- | -------------- | -------------- | ------------- | ------------------------------- |
| CA-32 | 新奧爾良號     | 布魯克林造船廠 | 1933年4月12日  | 1934年2月14日 | 1947年2月10日除役               |
| CA-34 | 阿斯托利亞號   | 普吉灣海軍船塢 | 1933年12月16日 | 1934年4月28日 | 1942年8月薩沃島海戰中被日艦擊沉 |
| CA-36 | 明尼亞波利斯號 | 費城海軍造船廠 | 1933年9月6日   | 1934年5月19日 | 1947年2月10日除役               |
| CA-37 | 塔斯卡盧薩號   | 紐約造船廠     | 1933年11月15日 | 1934年8月17日 | 1946年2月13日除役               |
| CA-38 | 舊金山號       | 馬爾島海軍船塢 | 1933年3月9日   | 1934年2月10日 | 1946年2月10日除役               |
| CA-39 | 昆西號         | 伯利恆鋼鐵     | 1935年6月19日  | 1936年6月9日  | 1942年8月薩沃島海戰中被日艦擊沉 |
| CA-44 | 文森尼斯號     | 伯利恆鋼鐵     | 1936年5月21日  | 1937年2月24日 | 1942年8月薩沃島海戰中被日艦擊沉 |